# شهدطوطیان
شهدطوطیان یا طوطیان شهدخوار (نام علمی: Loriinae) نام یک زیرخانواده از تیره طوطیان سبز است.